# 塔亞河

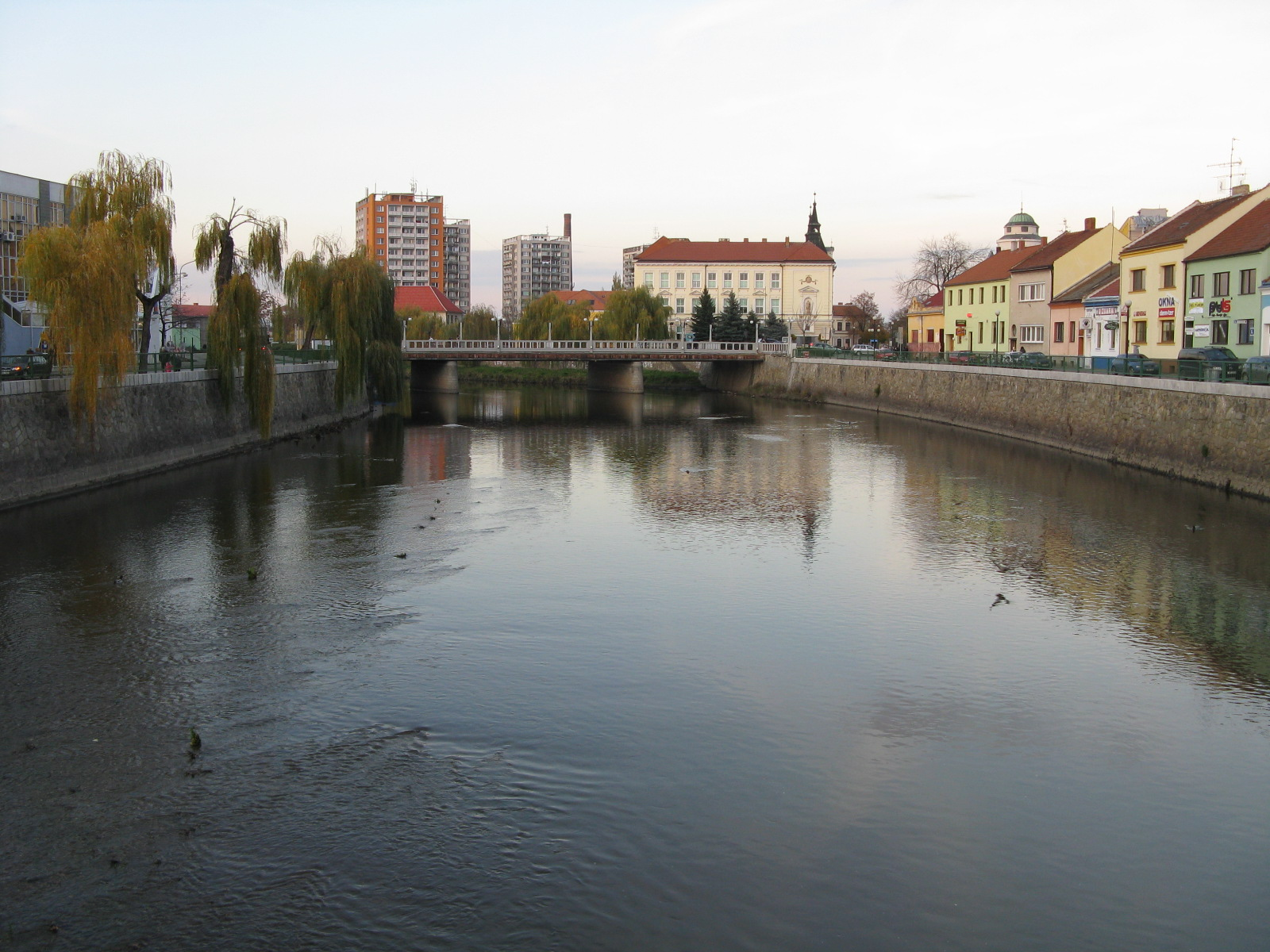
布热茨拉夫的塔亚

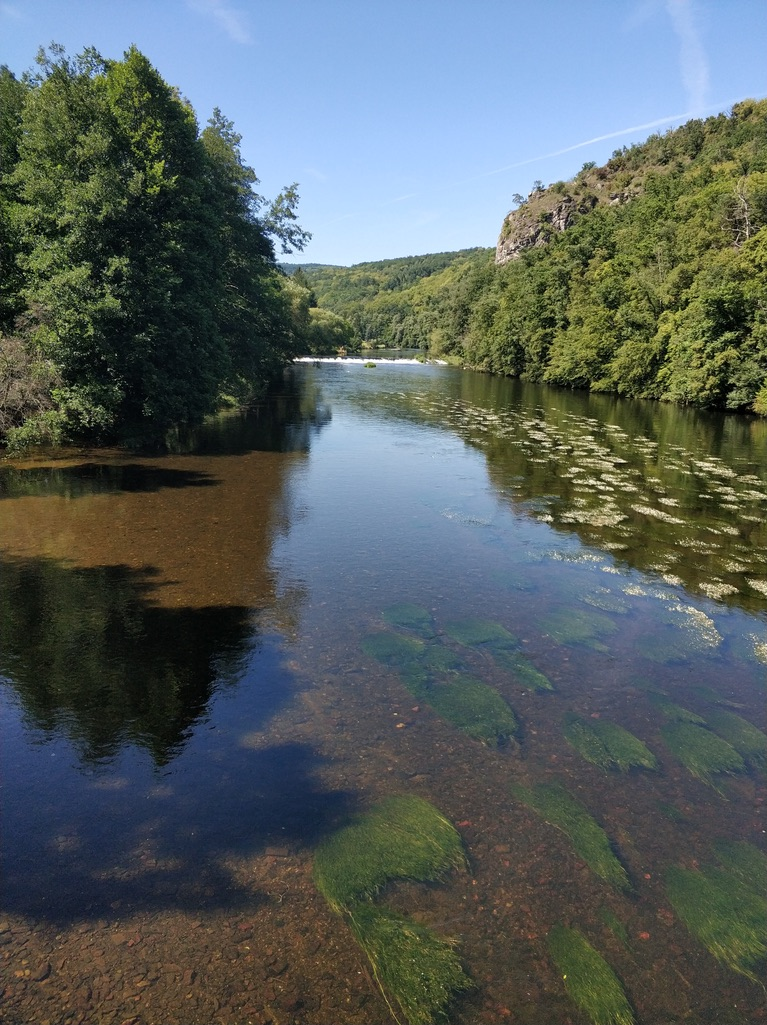
奥地利和捷克共和国之间的河流照片

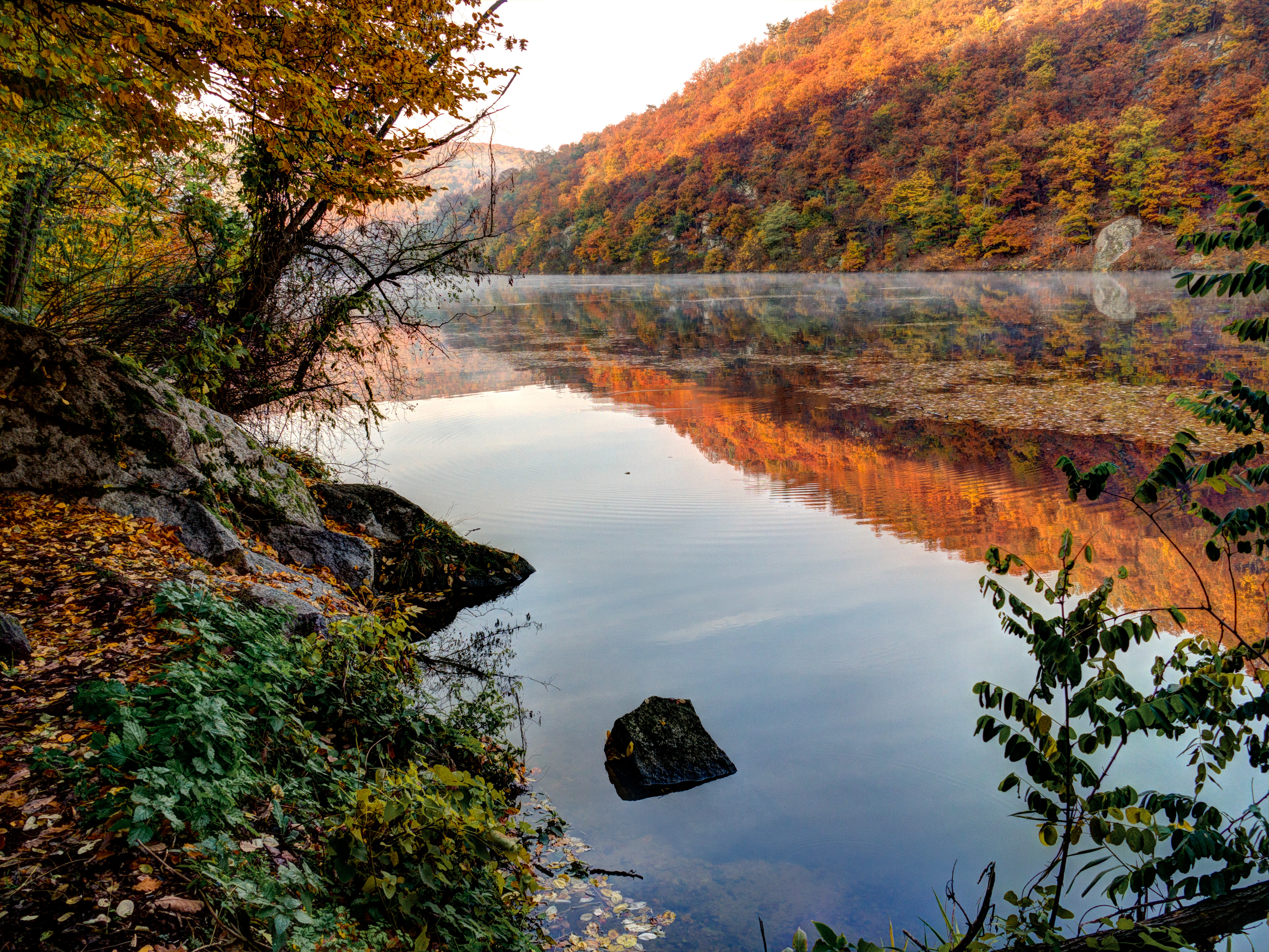
兹诺伊莫附近的塔亚河。 秋季摄影

塔亞河（德语：Thaya；捷克语：Dyje）是歐洲中部的河流，屬於摩拉瓦河的支流，河道全長235公里，流域面積13,419平方公里，流經奧地利的下奧地利州和捷克的南摩拉維亞州。
48°37′N 16°56′E / 48.617°N 16.933°E